# 프릭손 에라소
프릭손 라파엘 에라소 비베로(스페인어: Frickson Rafael Erazo Vivero ˈfɾikson eˈɾaso[*], 1988년 5월 5일, 에스메랄다스 ~)는 에콰도르의 전 축구 선수이다. 주로 센터백으로 활약했었다.

## 클럽 경력
에라소는 엘 나시오날에서 축구를 시작하여, 이곳에서 6시즌을 활약하였다. 이후, 그는 2012년 1월에 바르셀로나 스포르팅에 합류하였다.
2012년 2월 2일, 그는 3-1로 이긴 데포르티보 쿠엥카전에서 바르셀로나 스포르팅 소속으로 데뷔하였다. 2012년 4월 29일, 2-2로 비긴 리가 데 키토전에서 그는 이적 후 첫 득점을 올렸다. 그는 팀이 그 시즌에 에콰도르 세리에 A를 우승하는데 일조했는데, 이 우승은 1997년 이래 첫 리그 우승이었다. 이 리그 우승 타이틀은 에라소가 현역 시절에 달성한 첫 리그 타이틀이었다.
2014년 1월, 에라소는 브라질 클럽 플라멩구로 이적하였다. 2014년 2월 2일, 그는 5-2로 이긴 마카에와의 캄페오나투 카리우카 경기에서 데뷔하였으나, 경기 도중 퇴장당하였다. 에라소는 플라멩구 소속으로 5차례의 캄페우나투 카리우카 (연간 히우 지 자네이루 주 리그) 경기에 더 출전하였고, 팀의 주립 리그 우승을 도왔다.
이후 에라소는 그레미우에 그해 잔여 기간 동안 임대되는 것으로 확정되었다.

## 국가대표팀 경력
2011년 4월 20일, 에라소는 아르헨티나와의 친선경기에서 국가대표팀 경기에 처녀출전 하였다. 첫 에콰도르 국가대표팀 득점은 2011년 6월 7일, 1-1로 비긴 그리스와의 미국 뉴욕 시티 필드에서 열린 경기에서 기록하였다. 에라소는 아르헨티나에서 열린 2011년 코파 아메리카에 에콰도르 국가대표 일원으로 참가하였다. 그는 에콰도르가 참가한 3경기에 모두 출전하였으나, 팀이 1승도 올리지 못하면서 토너먼트전에 올라가지도 못하고 탈락했다.
그는 국가대표팀 경기에 37번 출전하였고, 2014년 FIFA 월드컵을 앞두고 에콰도르 국가대표팀의 23인 최종 엔트리에 포함되었다.

### 국가대표팀 득점 기록
| #  | 날짜            | 경기장                                    | 상대       | 점수 | 결과 | 대회                      |
| -- | --------------- | ----------------------------------------- | ---------- | ---- | ---- | ------------------------- |
| 1. | 2011년 6월 8일  | 시티 필드, 뉴욕, 미국                     | 그리스     | 1–1  | 1–1  | 친선경기                  |
| 2. | 2015년 10월 8일 | 엘 모누멘탈, 부에노스아이레스, 아르헨티나 | 아르헨티나 | 1–0  | 2–0  | 2018년 FIFA 월드컵 예선전 |

## 수상
바르셀로나 스포르팅
- 에콰도르 세리에 A: 2012

플라멩구
- 캄페오나투 카리우카: 2014